# 洛阳北站
洛阳北站是位于河南省洛阳市瀍河回族区的一个铁路车站，有焦柳铁路经过。现仅办理货车解编业务，不办理客运业务。车站距离月山站115公里，隶属郑州铁路局，是二等站，本站及相邻上下行区间均为电气化区段。
车站随焦柳铁路建于1970年，原名杨文站，设有4条股道。1992年更名洛阳北站并开始扩建为一级三场的区段站，于1996年完工，承担原关林站的货车解编业务。其中上行到发场设有9条股道、调车场设有20条股道、下行到发场设有9条股道。